# Museo de Arte Sacro de São Paulo
El Museo de Arte Sacro de São Paulo es una de las principales instituciones brasileñas dedicadas al estudio, conservación y exposición de objetos relacionados con el arte sacro. Se encuentra en la ciudad de São Paulo, en el ala izquierda del Monasterio de la Luz, un convento de recogimiento de monjas enclaustradas, fundado en 1774 por iniciativa de Frei Galvão (1739-1822), donde se encuentran sus restos mortales, siendo el primer santo brasileño. El monasterio es la única edificación colonial del siglo XVIII en São Paulo que conserva sus elementos, materiales y estructura originales. Está situado en medio de la última finca conventual urbana del país. Fue declarado monumento arquitectónico de interés nacional en 1943, por el entonces SPHAN (actual IPHAN) y, posteriormente, por el Condephaat.
Mantenido por un acuerdo entre el Gobierno del Estado y la arquidiócesis de São Paulo, el museo fue fundado en 1970. Alberga una de las colecciones de arte sacro más importantes de Brasil, acumulada por la Mitra Arquidiocesana a lo largo del siglo XX, con piezas provenientes de antiguas iglesias de todo el país. También cuenta con imágenes de santos hechas en Brasil y en Europa entre los siglos XVI y XX, además de platería y cuadros. La colección, también declarada por el IPHAN, abarca obras brasileñas y extranjeras producidas a partir del siglo XVI, con especial énfasis en la imaginería del periodo colonial y varias obras de artistas destacados como Aleijadinho, con réplicas de las estatuas de sus profetas en el exterior del museo, Frei Agostinho da Piedade, Frei Agostinho de Jesús, Mestre Valentim, Mestre Ataíde, Almeida Júnior y Benedito Calixto.

## Historia

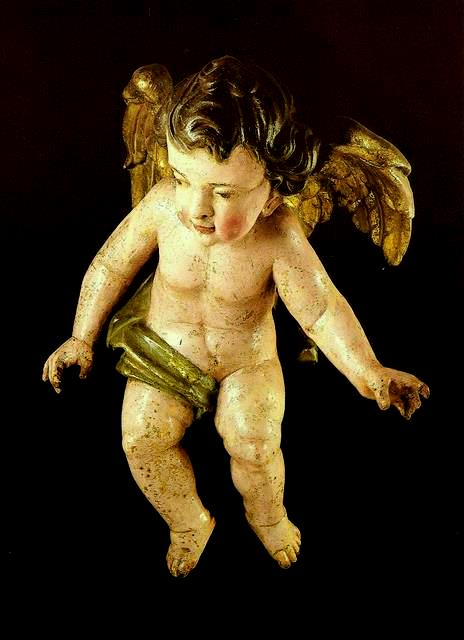
Mestre Valentim (c. 1750-1813) Ángel,.

### El Museo de la Curia
El patrimonio que se conserva hoy en el Museo de Arte Sacro de São Paulo tiene su origen en una importante colección, formada gradualmente desde principios del siglo XX, por iniciativa de dom Duarte Leopoldo e Silva, primer arzobispo de São Paulo. Con motivo de la demolición de la antigua Catedral de São Paulo, para la construcción de la actual, dom Duarte ordenó distribuir por diversas iglesias de la capital las obras de arte sacro de la iglesia demolida, con la expectativa de reunirlas nuevamente en una colección unificada. Así, ya en la primera década del siglo XX (probablemente en 1907), se inauguró el "Museo de la Curia", el primero de esta tipología en Brasil.
Para constituir su colección, dom Duarte mandó recoger diversas imágenes sacras, pinturas, muebles y objetos litúrgicos (alfayas, ostensorios, báculos, etc.) provenientes de capillas de haciendas demolidas y de iglesias, monasterios y conventos del interior y de la capital paulista. Además de las piezas de la antigua Catedral, el museo logró reunir obras de los ya demolidos Recogimiento de Santa Teresa, en São Paulo, y de la Iglesia de São Pedro dos Clérigos, en Río de Janeiro, de las ruinas de las Misiones Jesuíticas del Río Grande del Sur, y de diversas capillas e iglesias barrocas de Minas Gerais, Bahía, Pernambuco y del Centro-Oeste brasileño. Dom Duarte también donó al Museo de la Curia su importante colección particular de numismática.

### El Museo de Arte Sacro

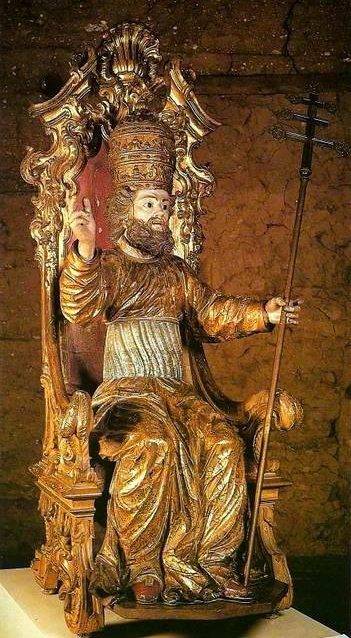
San Pedro Papa
Portugal,

El Museo de la Curia continuó recogiendo piezas provenientes del interior paulista y acomodando las colecciones de varias iglesias de la capital demolidas a lo largo de la primera mitad del siglo XX. Hasta entonces, la colección se mantenía en una sala en la sede de la Curia, en la calle Santa Teresa. En 1969, cuando Abreu Sodré era gobernador de São Paulo, su Secretario de Hacienda, Luís Arrobas Martins, comprometido en la creación y consolidación de una red de equipamientos culturales en el estado, inició las negociaciones con el cardenal Agnelo Rossi para la creación del Museo de Arte Sacro de São Paulo, que se constituiría con la unión de la colección de la Curia y de obras del gobierno paulista. El convenio entre el gobierno y la arquidiócesis fue aprobado y, tras trabajos de restauración del Monasterio de la Luz, coordinados por el IPHAN, el museo fue instalado allí y abierto al público el 29 de junio de 1970.
Al acervo inicial se sumó un conjunto de imágenes y pinturas transferidas por el gobierno del estado del Museo del Ipiranga y otras piezas sacras adquiridas en el mercado de arte por Luís Arrobas Martins. Otras aún serían donadas por artistas, coleccionistas particulares y empresarios, nombres como los de Pietro Maria Bardi y Ciccillo Matarazzo. A finales de la década de 1970, el Monasterio de la Luz pasó por otra gran reforma, ahora emprendida por el Condephaat, que buscaba recuperar su antigua fisonomía de los Setecientos. En esa época, asume la dirección del museo el padre Antonio de Oliveira Godinho, quien busca reformular el perfil museológico de la institución y establece criterios didácticos para la exposición de las obras de la colección. En 1979, el museo recibe la visita del pontífice Juan Pablo II.
Actualmente, el museo ocupa la planta baja del ala izquierda del Monasterio de la Luz, además de la llamada “Casa Fuerte” (antiguo cementerio de las religiosas fallecidas en clausura en el monasterio) que alberga algunas de las piezas más preciadas de la colección. La institución aún conserva la sección denominada “Museo del Pesebre”, uno de los conjuntos más raros de este género en el mundo, expuesto, durante parte de la década de 1980, bajo la Gran Marquesina del Parque de Ibirapuera. Promueve exposiciones temporales y actividades educativas y culturales, presta ayuda y atención a investigadores y mantiene publicaciones especializadas. Alberga también una rica biblioteca, con publicaciones, documentos y obras raras datadas desde principios del periodo colonial.
---